# برايان مييريس
برايان مييريس (بالإسبانية: Brian Mieres)‏ هو لاعب كرة قدم أرجنتيني في مركز الدفاع، ولد في 28 يوليو 1995 في باسو دي لوس ليبريس ‏ في الأرجنتين. لعب مع نادي سان لورينزو.

## وصلات خارجية
- برايان مييريس على موقع قاعدة بيانات كرة القدم.إي يو (الإنجليزية)
- برايان مييريس على موقع Soccerway.com (الإنجليزية)
- برايان مييريس على موقع AS.com (الإسبانية)